# 緒方三社

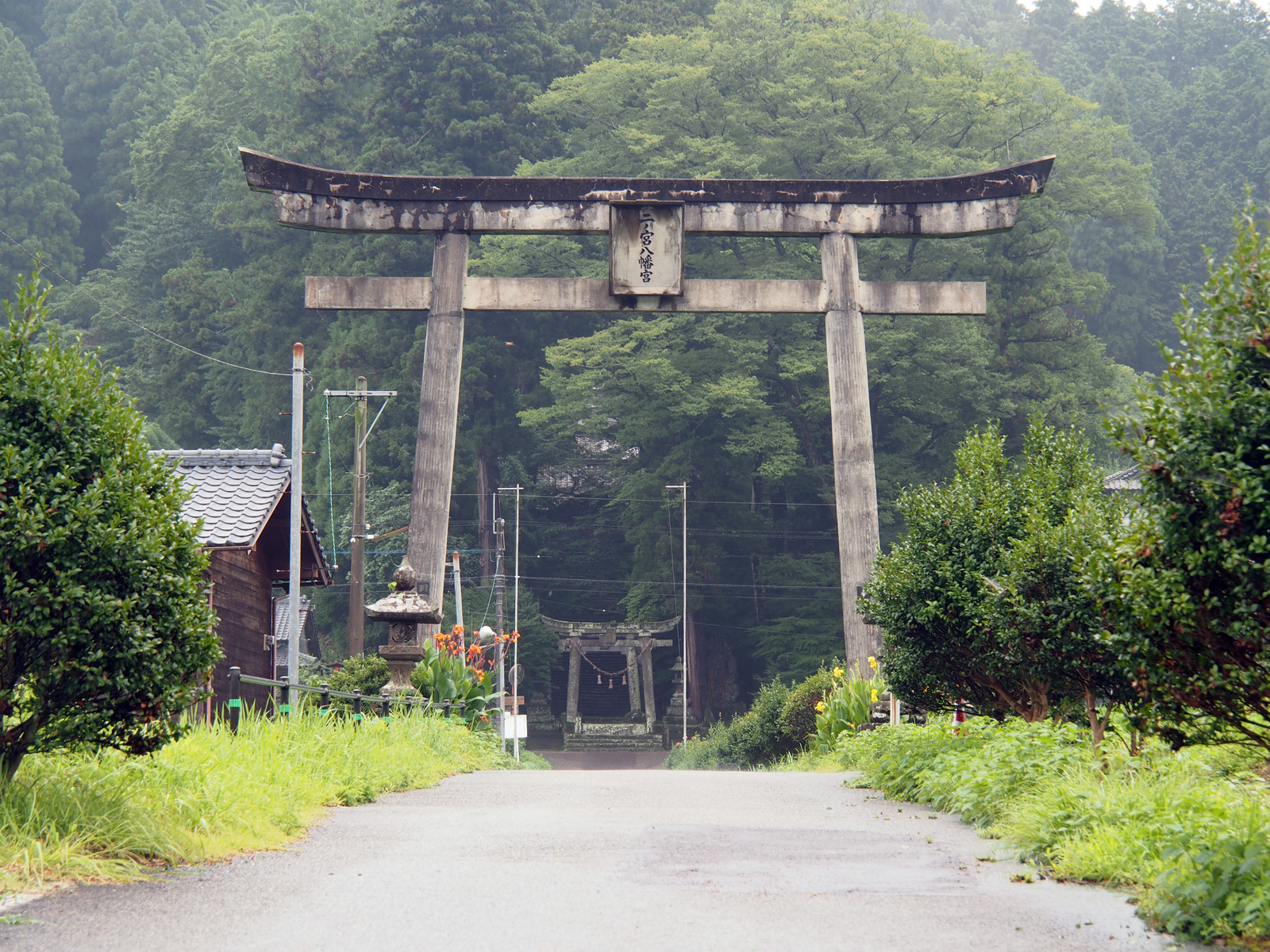
二の宮社鳥居

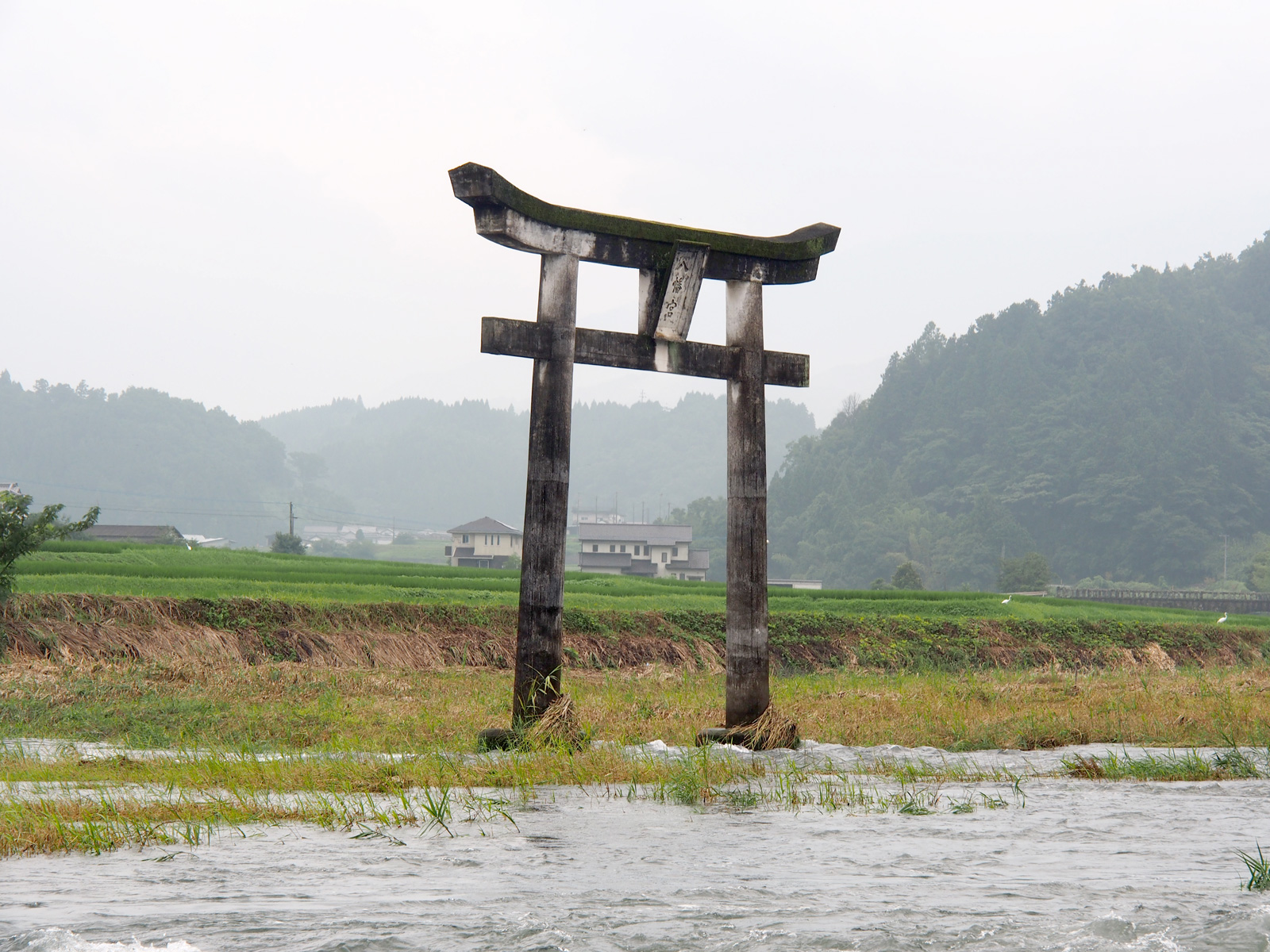
二の宮社鳥居

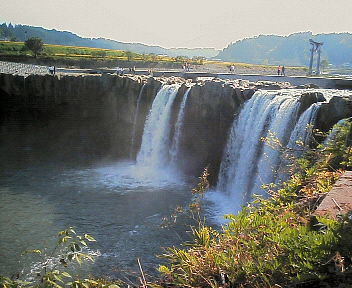
原尻の滝と二の宮社鳥居

緒方三社（おがたさんじゃ）は、大分県豊後大野市緒方町にある、一の宮社、二の宮社、三の宮社の3つの神社の総称である。

## 概要
豊後大野市緒方町にある以下の三社の総称である。
- 一の宮社（一宮社、一宮八幡社） - 豊後大野市緒方町久土知
- 二の宮社（二宮社、二宮八幡社） - 豊後大野市緒方町原尻
- 三の宮社（三宮社、三宮八幡社） - 豊後大野市緒方町上自在

三社ともに、現在の緒方町にあたる豊後国大野郡緒方荘を平安時代末期から鎌倉時代初期にかけて所領とした緒方惟栄が、1178年（治承2年）に建立したとされる。伝説では、惟栄が現在の緒方町宮尾にある元宮から3本の矢を射て、1本目が落ちたところに一の宮社、2本目が落ちたところに二の宮社、3本目が落ちたところに三の宮社を、それぞれ建てたとされる。
各神社の祭神は、一の宮社が父である仲哀天皇、三の宮社が母である神功皇后、二の宮社が子である応神天皇。
一の宮社、二の宮社は緒方川の右岸、三の宮社は左岸にそれぞれ位置しており、特に二の宮社は原尻の滝近くにあって、滝のすぐ上流の川中に鳥居が建っている。

## 緒方三社川越し祭り
毎年旧暦10月14日、15日に近い土曜日、日曜日に、緒方三社川越し祭り（かわごしまつり）が行われる。この祭では、一の宮社と三の宮社の神輿が二の宮社に集い、親子3人がともに夜を過ごす。この際に、二の宮社と緒方川を挟んで対岸にある三の宮社の神輿が川を渡ることから、川越し祭りの名が付けられている。この祭りは原尻川越祭として豊後大野市の無形民俗文化財に指定されている。